# Nieciecza
Nieciecza – wieś w Polsce położona w dolinie Dunajca, w województwie małopolskim, w powiecie tarnowskim, w gminie Żabno. W latach 1954–1972 gromada Nieciecza.

## Historia
W 1903 utworzono jednostkę ratowniczą ochotniczej straży pożarnej.
W 1915 powstał zespół teatralno–chóralny założony przez Bolesława Banka, kierownika miejscowej szkoły, ks. Leona Birnbauma i ks. Antoniego Słoninę.
8 września 1939 żołnierze 12 Pułku 6 Dywizji Piechoty Armii „Kraków” stoczyli w okolicy Niecieczy bitwę z oddziałami niemieckimi. W 1963 wzniesiono obelisk upamiętniający to wydarzenie.
W latach 1975–1998 miejscowość należała administracyjnie do województwa tarnowskiego.

## Przemysł

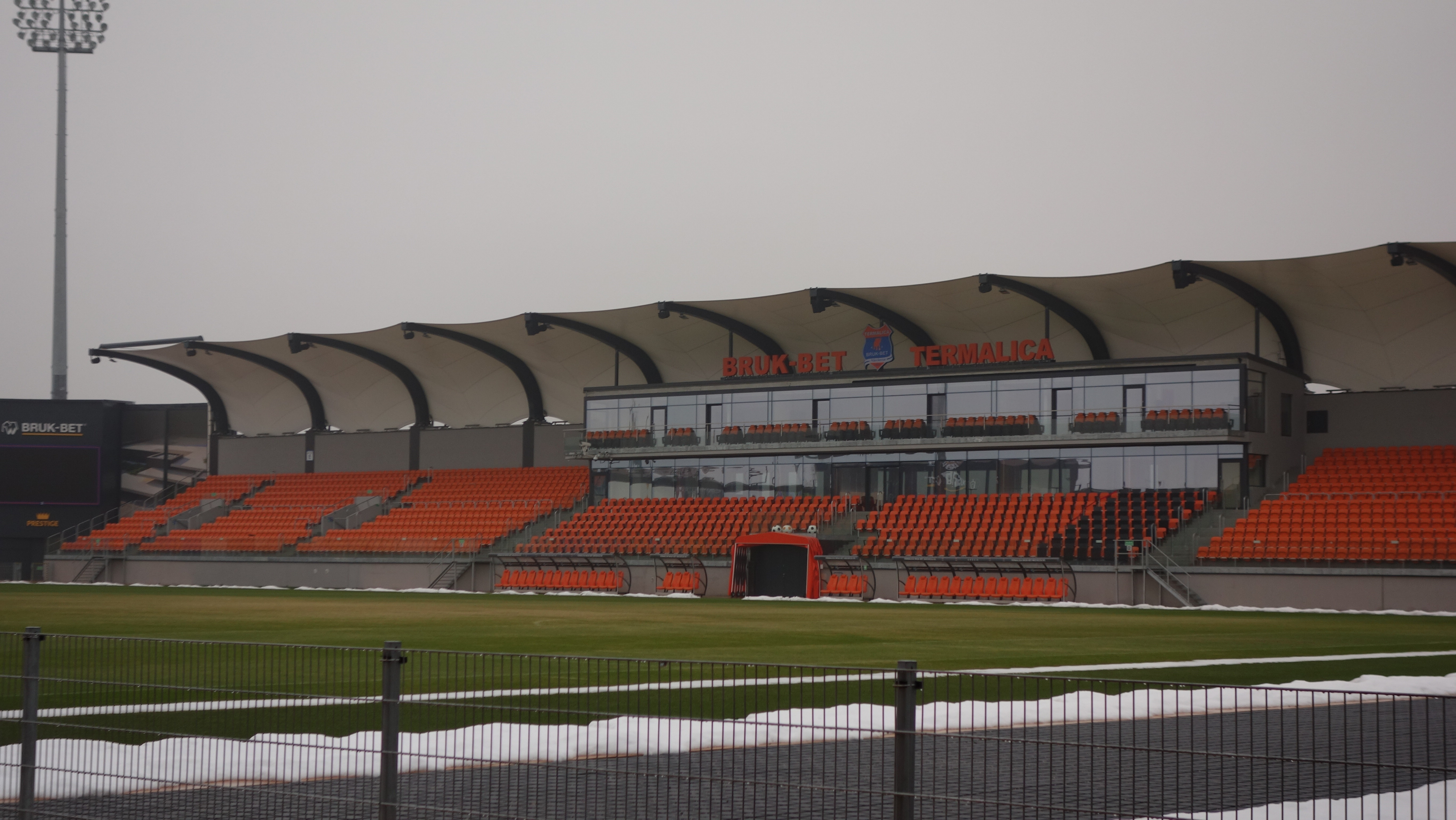
Stadion w Niecieczy

W miejscowości znajduje się siedziba firmy Bruk-Bet, polskiego wytwórcy m.in. kostki brukowej. W 1984 powstały Zakłady Wyrobów Betonowych Krzysztof Witkowski – ręczna produkcja płyt chodnikowych, krawężników, pustaków, chodników, kręgów i rur betonowych, przemianowane w 1992 na Bruk–Bet.

## Parafia i szkoła
We wsi znajduje się kościół i parafia Matki Bożej Królowej Polski, należąca do dekanatu Żabno.
W 2009 miejscowa szkoła stała się szkołą katolicką. Od października 2010 nosi nazwę Publiczny Katolicki Zespół Szkół i Przedszkola im. Armii Krajowej w Niecieczy. Szkołą kieruje Danuta Witkowska, prezes firmy Bruk-Bet.

## Sport
We wsi działa męski klub piłkarski Bruk-Bet Termalica Nieciecza, który prowadzi drużyny w różnych kategoriach wiekowych. W latach 2015–2018, w sezonie 2021/2022 oraz w sezonie 2025/2026 występuje w piłkarskiej Ekstraklasie jako jedyny klub wiejski. We wsi znajduje się kompleks boisk piłkarskich, którego użytkownikiem jest Bruk-Bet Termalica.

## Osoby związane z miejscowością
- Krzysztof Witkowski – przedsiębiorca i działacz sportowy, właściciel klubu Bruk-Bet Termalica Nieciecza.